# Simulium wutaishanense
Simulium wutaishanense es una especie de insecto del género Simulium, familia Simuliidae, orden Diptera.

## Taxonomía
Fue descrita científicamente por An & Ge, 2003. Fue publicada en Description of a new species of genus Simulium Latreille, from Shanxi, China (Diptera : Simuliidae). 10(3): 170-173.